# Leonie von Rüxleben
Leonie Freifrau von Rüxleben (* 29. August 1920; † 21. September 2005 in Hamburg) war eine deutsche Kunstsammlerin.

## Leben
Leonie Freifrau von Rüxleben war als Getreidemaklerin tätig. Sie sammelte in fast vier Jahrzehnten rund 1300 Selbstbildnisse von Künstlern. Dazu gehören Selbstporträts von Hans Thoma, Heinrich Vogeler, Max Liebermann, Lovis Corinth, Johannes Boris Gurewitsch und Max Slevogt.
Zu der umfangreichen Sammlung zählen Werke der Expressionisten Max Beckmann, Erich Heckel, Ernst Ludwig Kirchner, Max Pechstein, Oskar Kokoschka und Otto Dix. Des Weiteren ist Horst Janssen mit 20 originalen Selbstbildnissen zu finden, nahezu so viele wie von Paul Wunderlich. Man findet Bildnisse von Johannes Grützke, Anton Kitzmüller und Reiner Schwarz, Werner Tübke, Willi Sitte, Bernhard Heisig, Harald Metzkes und Max Uhlig sowie auch ein Selbstbildnis von Günter Grass.
Die Sammlung wird von der Lübecker Kunsthalle St. Annen verwaltet und in Wechselausstellungen gezeigt.
Leonie von Rüxleben starb 85-jährig in Hamburg.